# Liste des communes françaises de la Creuse ayant changé de nom au cours de la Révolution
Pour un article plus général, voir Liste des communes françaises ayant changé de nom au cours de la Révolution.
Cet article présente la liste des communes françaises de la Creuse ayant changé de nom au cours de la Révolution. 

## Creuse
Les noms des communes qui ont conservé leur nom révolutionnaire sont surlignés en bleu ciel.
| Commune                                     | Nom révolutionnaire    | Notice Ehess-Cassini |
| ------------------------------------------- | ---------------------- | -------------------- |
| Boussac                                     | Boussac-la-Montagne    | no 5404              |
| Boussac-les-Églises                         | Boussac-Bourg          | no 5407              |
| Bussière-Saint-Georges                      | Bussière-Nouvelle      | no 6367              |
| Forêt-du-Temple (La)                        | La Forêt-la-Nation     | no 14363             |
| Moutier-Rozeille                            | La Raison              | no 23510             |
| Peyrat-la-Nonière                           | Peyrat-la-Montagne     | no 26654             |
| Saint-Agnant-de-Versillat                   | Versillat-le-Marat     | no 30259             |
| Saint-Dizier-les-Domaines                   | Dizier-les-Domaines    | no 31222             |
| Saint-Étienne-de-Fursac                     | Fursac-Libre           | no 26783             |
| Saint-Étienne-de-Fursac                     | Le Bas-Fursac          | no 26783             |
| Saint-Germain-Beaupré                       | Germain-sur-Sédelle    | no 32007             |
| Saint-Julien-la-Genête                      | La Geneste             | no 32710             |
| Saint-Julien-le-Châtel                      | Saint-Julien-l'Égalité | no 32713             |
| Saint-Julien-le-Châtel                      | Voise                  | no 32713             |
| Saint-Loup                                  | Landes-Libres          | no 33019             |
| Saint-Marien                                | Marat                  | no 33176             |
| Saint-Pardoux-le-Pauvre (réunie à Sannat)   | La Combe-la-Liberté    | no 33944             |
| Saint-Pierre-le-Bost                        | Les Bois               | no 34220             |
| Saint-Priest                                | La Républicaine        | no 34286             |
| Saint-Silvain-Bas-le-Roc                    | Bas-le-Roc             | no 34670             |
| Saint-Silvain-sous-Toulx                    | Sous-Toulx             | no 34665             |
| Saint-Sornin (réunie à Chambon-sur-Voueize) | Sur-Chambon            | no 34711             |
| Saint-Yrieix-les-Bois                       | Irielle-les-Bois       | no 17164             |
| Saint-Yrieix-les-Bois                       | Iriex-les-Bois         | no 17164             |
| Sainte-Feyre                                | Feyre-la-Montagne      | no 31368             |
| Sainte-Radegonde (réunie à Budelière)       | Les Cottes             | no 31560             |
| Tercillac-et-Saint-Paul (devenue Tercillat) | Tercillac-Lepeletier   | no 37223             |
| Tercillac-et-Saint-Paul (devenue Tercillat) | Tercillac              | no 37223             |
| Toulx-Sainte-Croix                          | Toulx                  | no 37821             |
| Toulx-Sainte-Croix                          | Toulx-la-Montagne      | no 37821             |